# Zeusz
Zeusz (ógörögül: Zεύς, görögül: Δίας) olümposzi legfőbb isten, az „emberek és istenek atyja”  a görög mitológiában, az ég és a villámok ura. Gyakran nevezik „Zeusz Kronionnak”, vagy „Kronidésznek”: mindkettő azt jelenti: Kronosz fia.

## Eredete

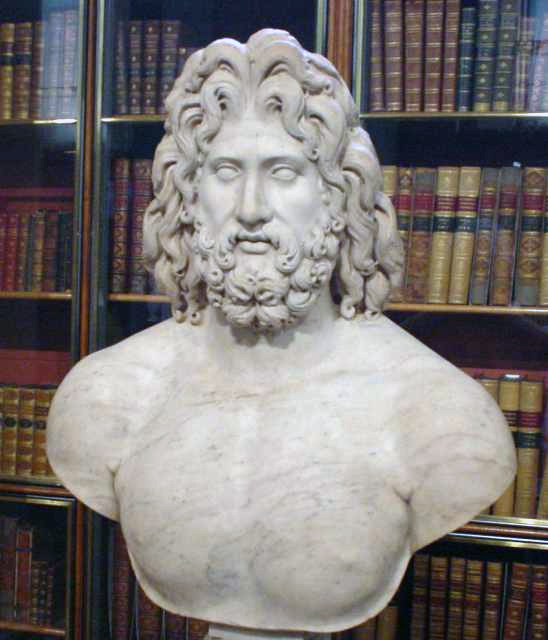
Zeusz mellszobor a British Museumban

Zeusz a feltételezett (és a különböző mitológiák közös elemei alapján részben rekonstruált) közös ősi protoindoeurópai vallásból ered, neve a rekonstruált indoeurópai *deiwos (= isten) szóra vezethető vissza ( "Zeusz" genitivusa "Diosz" ), s rokon például a latin deus ("isten"), valamint a szanszkrit Djauszpitar (a védikus égisten neve) szóval. A név eredetileg szóösszetétel lehetett, az Égi Atya jelentésű *dyeu-ph2tēr (amelyből egyébként közvetlenül származik, a görögön kívül a Dieus pater, azaz Jupiter is). Ugyanebből a szótőből származtatják a skandináv mitológia *Tīwaz > Ziu > Tyr neveket is.
A közel-keleti vallási analógiák szerint azonban a protoindoeurópai vallás tulajdonképpen nem más, mint a hettita-hurrita keverék mitológia anatóliai szétrajzása. A görög törzsek nyilvánvaló kapcsolatban állnak Anatóliával és átvették a hurri Tessub, luvi Tivat és a hettita Tarhuntasz viharistenek által vezetett panteont, talán lüdökön keresztül, talán Ugarit közvetítésével vagy közvetlenül. A hettiták írásban egyszerűen a sumer IM logogramot alkalmazták a megnevezésre, aminek „eső”, „vihar” vagy „zivatar” a jelentése, az akkád nyelvben ezekhez a „szél” jelentés is hozzá kapcsolódott. Nem nehéz az összefüggést meglátni a „vihar” nevű időjárásisten és a villámszóró Zeusz között.
Zeusz attribútumai (villám, jogar) visszavezethetők Tesub és Tarhuntasz villámköteges és fejszés-buzogányos ábrázolásaira. A hettita mitológiában az istenek generációi, azoknak harcai is megjelennek. Az anatóliai viharisteneket kísérő bikakultusz a minószi civilizációban teljesedett ki, de Zeusz mítoszaiban is megjelenik a bika. A hettitáknál igen sok település rendelkezett saját Viharistennel. Ez a származtatás kizárja a szanszkrittal való közvetlen rokonságot, annál is inkább, mert a szanszkrit szó egy rekonstruált, tehát szövegemlékből nem ismert „ősnyelvi” szó, míg a Tessub, Tivat és Tarhuntasz létező szavak, sőt Elámban Zaišpīššiya (Zaispíssija) a neve. Ha a *tīwaz (szintén rekonstruált) szóból levezethető a Zeusz név, akkor a luvi nyelv ismert, adatolt, létező Tiwat istennevéből is.
Zeusznak van egy kifejezetten lüdiai megjelenési formája, a Zeusz Labrandeosz, amely Labranda városhoz kötődik. Ahogyan az ógörög nyelv bizonyos elemei (nt, nth, ssz betűkapcsolatok, stb.) párhuzamot mutatnak a hettita nyelv elemeivel, úgy a görög mitológia is levezethető a hettitából.

## Zeusz szerepe, címei és jelképei
Zeusz alapvetően a viharok és a villámok ura. Hatalmasabb az összes többi istennél, más nevén ő a főisten, ám nem mindenható. Őt is be lehet csapni, továbbá a sors fonói, a Moirák is erősebbek nála. Zeusz állt az ókori görög panteon élén a görög mitológia több istenének és hősének az apja. A nevéhez társított címek kihangsúlyozzák tevékenysége különböző aspektusait:
- Olümpiosz: ez a cím emeli ki Zeusz királyságát az istenek és az olümpiai pánhellén ünnepségek fölötte.
- Panhelléniosz („minden hellének Zeusza”) egy ezzel rokon cím. Neki épült Aiakosz híres aeginai temploma.
- Xeniosz: a vendégek és vendégszeretet istene, aki megbosszulja, ha valaki rosszul bánik a vendégekkel.
- Horkiosz: az eskük őre. A leleplezett hazudozóknak egy szobrot kellett állítaniuk Zeusznak, rendszerint az olümpiai szentélynél.
- Agoraiosz: az agora, azaz piactér felügyelője, a nem becsületes kereskedők megbüntetője.
- Labrandeosz: (ógörögül: Ζεὺς Λάβρανδος) Labranda város védnöke[2]

Kedvelt állata a sas, fája a tölgy. Akaratát az Épeiroszban található dodonai jósda papjai közvetítették; a tölgyfalombok susogásából olvasták ki a jövendőt. Az olümpiai templomában elhelyezett, Pheidiasz által készített szobra az ókori világ hét csodájának egyike.
Pajzsa az aigisz (aegis; égisz), melyet Amaltheia kecske bőréből készített – ez az állat adott neki tejet csecsemőkorában. Zeusz ezért halála után a csillagok közé emelte (innen a Bak csillagkép)  és szarvából készítette a bőségszarut, melyből étel-ital soha ki nem fogy.

## A görög mitológiában

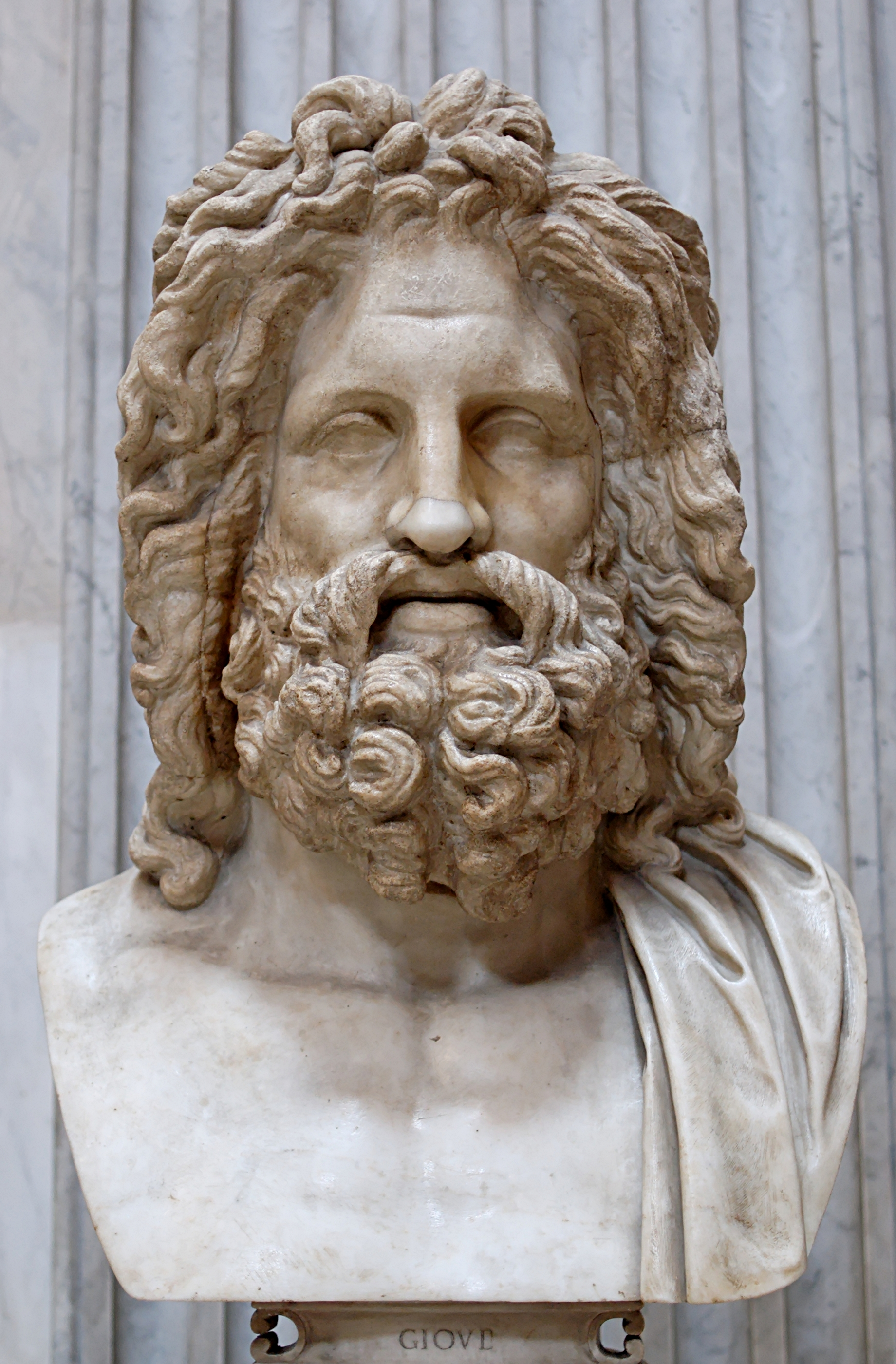
Zeusz mellszobor a Vatikáni Múzeumban

Zeusz a mitológia szerint Kronosz titán és Rhea titanisz fia Kronosznak megjósolták, hogy fia ugyanúgy le fogja taszítani trónjáról, ahogy ő tette apjával, Uranosszal, ezért első öt gyermekét (Hesztia, Démétér, Héra, Hadész és Poszeidón) születésük után lenyelte. Rhea, hogy legkisebb gyermeke elkerülje ezt a sorsot, Kréta szigetén, Dikté barlangjában szülte meg Zeuszt, Kronosznak pedig egy bepólyált követ adott oda a csecsemő helyett. Kallimakhosz és több más neves ókori szerző szerint Zeusz Árkádiában a Lükeion-hegy Krétéa (Κρητέα) nevű csúcsán született.
Zeusz ezután szüleitől távol nevelkedett; több variáció is létezik arra, ki nevelte fel: nagyanyja, Gaia; egy Amaltheia nevű kecske, akinek szarvából később a bőségszaru lett, bőréből az aigisz; egy Adamanthea nevű nimfa (aki egy kötélen lógatva tartotta, mivel a levegőben Kronosz - aki az ég, föld és tengerek ura volt - nem látta); egy másik nimfa, akit Zeusz később a csillagok közé emelt; vagy Melissza, aki kecsketejjel táplálta.
Zeusz, mikor felnőtt, rákényszerítette Kronoszt, hogy köpje ki lenyelt gyermekeit. Egyes történetek szerint Métisz adott Kronosznak hánytatót, más verzió szerint Rheia Zeuszt egy szigeten szülte meg és rejtegette, Kronosznak pedig a gyermek helyett egy követ pólyált be, és azt adta oda és attól a kőtől Kronosz gyomrából sorra léptek ki a testvérei, más verzió szerint Zeusz felvágta Kronosz hasát. Zeusz ezután elengedte tartaroszi börtönükből Kronosz testvéreit, a gigászokat, a küklópszokat és a hekatonkheireket. A küklópszok hálából nekiajándékozták a villámlást és a mennydörgést, melyeket Gaia elrejtett. Zeusz, a testvérei, a gigászok, küklópszok és a hekatonkheirek legyőzték Kronoszt és a többi titánt, akiket aztán az alvilágba, a Tartaroszba száműztek.
Zeusz ezután megosztozott a világon két bátyjával, Poszeidónnal és Hadésszel. Sorshúzás útján Zeusz kapta az eget, Poszeidón a vizeket, és Hadész az Alvilágot. A Földet (Gaiát) nem osztották fel, ő mindegyiké maradt; így lett Poszeidón egyben a földrengés istene is. Hadész pedig a Földről távozó elhunytaké.
Gaia haragudott Zeuszra, amiért így elbánt gyermekeivel, a titánokkal, ezért Zeusznak trónra lépése után nem sokkal meg kellett küzdenie Gaia gyermekeivel, Tüphón és Ekhidna szörnyekkel. Tüphónt legyőzte és egy hegy alá zárta, de Ekhidnát és gyermekeit életben hagyta, hogy a jövő hőseinek is legyen kihívás.
Első felesége Themisz, második pedig Métisz volt, akit terhesen lenyelt. Harmadikként Zeusz feleségül vette nővérét, Hérát, aki féltékeny volt Zeusz szeretőire és gyakran üldözte őket és gyermekeiket. Zeusz emiatt gyakran a lábánál fogva lógatta le az Olümposzról. Zeusz gyermekei Arész, Eileithüia és Hébé (bár más történetek szerint az utóbbi kettő egyedül Héra gyermeke volt, ahogyan Héphaisztosz is). Zeusz leginkább lányára, Pallasz Athénéra volt a legbüszkébb, aki teljes fegyverzetben és sugárzó szépségben pattant ki apja fejéből.

## Zeusz szeretői és gyermekei
Zeusznak számtalan gyermeke született különféle istennőktől, nimfáktól és halandó leányoktól. Ez rendszerint úgy történt, hogy valamivel lefoglalta a féltékeny Hérát, majd alakot váltva (bika, hattyú) meglátogatta a kiszemelt kedvest. Legkésőbb a gyermek születésekor Héra mindent megtudott és kegyetlen bosszút állt a szeretőn.
E kicsapongó természetre az lehet a magyarázat, hogy a mítoszok Zeusza több istenből van összegyúrva. Amikor egy városba megérkezett a kultusza, alakja összeolvadt a korábbi főistenével, és így megörökölte annak feleségét. Több különleges családi viszonyáról is tudunk: Athéné felnőttként, teljes fegyverzetben pattant ki a fejéből, Dionüszoszt magzatkorában a saját testébe rejtette Szemelé halála után és végül elcsábította az ifjú Ganümédészt.
Zeusz ismert szeretőit és gyermekeit az alábbi felsorolás foglalja össze:

### Zeusz gyermekei istennőkkel
(elöl az anya neve, utána a gyermekek):
- Ananké: Adraszteia; a Moirák (Klóthó, Lakheszisz, Atroposz)
- Démétér (Ceres): Perszephoné (Proserpina)
- Dióné: Aphrodité (Venus) (más legenda szerint ő nem Zeusz gyermeke; megint más legenda szerint Thalassza az anyja)
- Erisz (Discordia): Até, és a Litae, a könyörgés istennői
- Eurünomé: Khariszok
- Héra: Arész, Eileithüia, Hébé
- Létó (Latona): Apollón (Apollo), Artemisz (Diana)
- Maia: Hermész (Mercurius)
- Métisz: Athéné (Minerva) (más legenda szerint neki nem volt anyja)
- Mnémoszüné: a Múzsák (eredetileg hárman – Aoide, Melete, Mneme –, majd kilencen – Kalliopé, Kleió, Erató, Euterpé, Melpomené, Polühümnia, Terpszikhoré, Thaleia (Thália), Uránia)
- Szeléné (Luna): a nemeai oroszlán, Pandia
- Themisz: a Hórák (első generáció: Auxo, Carpo, Thallo; második generáció: Diké, Eiréné, Eunomia); egyes források szerint a Moirák: Klóthó, Lakheszisz, Atroposz

### Zeusz gyermekei egyéb partnerekkel
(elöl az anya neve, utána a gyermekek):
- Aigina: Aiakosz
- Alkméné: Héraklész
- Antiopé: Amphión és Zéthosz
- Kallisztó: Arkasz
- Karmé: Britomartisz
- Danaé: Perszeusz
- Elara: Titüász
- Élektra: Dardanosz, Harmonia (más források szerint Arész és Aphrodité lánya), Iaszón
- Európa: Minósz, Rhadamanthüsz, Szarpedon
- Eurünomé: Khariszok (Gráciák; Aglaia, Euphroszüné, Thaleia)
- Himalia: Kroniosz
- Iodame: Thébé
- Ió: Epaphosz
- Lamia
- Laodameia: Szarpédón
- Léda: Polüdeukész, Helené
- Maera: Lokrusz
- Niobé: Argosz, Pelaszgosz
- Olimpiász: Nagy Sándor
- Plutó: Tantalosz
- Podarge: Baliusz, Xanthusz
- Pürrha: Hellén
- Szemelé: Dionüszosz
- Taügeté: Lakedaimón
- Ganümédész

Ismeretlen anyától született: Nemeszisz, Tükhé.

## Érdekességek
- Zeusz néven létezik egy szőlőfajta, egy velőborsófajta és egy zománcfesték-márka is.
- Zeusz életéről szól születésétől a világuralom megszerzéséig Maurice Druon Zeusz emlékiratai c. regénye Legeza Ilona könyvismertetője.
- A világ hét csodája közül a harmadik volt Pheidiasz olümpiai Zeusz-szobra.
- Zeusz több játékfilmben is feltűnik, ilyen pl. a Titánok harca és a Xanadu, ahol a híres angol színész, Wilfrid Hyde-White adja a személyesen meg nem jelenő Zeusz hangját, Olivia Newton-John alakítja lányát, Terpszikhoré múzsát.
- A Die Hard – Az élet mindig drága (Die Hard: With a Vengeance, vagy Die Hard 3, 1995, rendezte: John McTiernan) című amerikai akciófilmben Samuel L. Jackson alakításában megszemélyesített másik főszereplő, Zeus Carver az ógörög főisten után kapta a keresztnevét.